# Edwardsiana flavescens
Cet article concerne l’espèce Edwardsiana flavescens dont le basionyme est Empoasca flavecens Fabricius, 1794. Pour Edwardsiana flavescens Gillette, 1898, synonyme d’Empoasca fabae (Harris, 1841), voir Empoasca fabae.
Espèce
Edwardsiana flavescens, basionyme : Empoasca flavecens, aussi appelée green fly, tea green fly ou cicadelle verte, est une espèce d'insectes de la famille des Cicadellidae.

## Répartition
Cet insecte est très répandu, puisque son habitat inclut l'ensemble du paléarctique, l'Inde, le Sri Lanka, l'Afrique de l'Est, le Brésil et les États-Unis.

## Reproduction
La femelle pond entre 15 et 37 œufs à l'intérieur d'une feuille ; une à deux semaines plus tard, ceux-ci éclosent, et restent à l'état de nymphe pendant une à trois semaines et devenir adultes à leur tour.

## Nuisible de l'agriculture
Edwardsiana flavescens, qui se nourrit de la sève des feuilles, est considérée en agriculture comme un nuisible, puisqu'il empêche la croissance des plantes. C'est notamment le cas pour les vignes, les mûriers de vers à soie, le thé, le ricin, le coton, la pomme de terre, l'aubergine ou le gombo.
Si l'utilisation de pesticides est généralement utilisée, cette solution ne convient pas pour les élevages de vers à soie, car ils tuent aussi les vers ainsi que l'écosystème qui protège les cultures : on préfère alors lutter contre la cicadelle verte à l'aide d'huile de neem ou d'huile de pongamia.

## Synergie avec les théiers
À Darjeeling, la présence d'Edwardsiana flavescens, en modifiant la chimie du chloroplaste des théiers, change l'arôme des feuilles. En particulier, on pense que son influence, lors de la deuxième récolte, donne aux thés un goût de muscat.